# Le Chant du départ (film, 1975)
Pour plus de détails, voir Fiche technique et Distribution.
Le Chant du départ est un film français réalisé par Pascal Aubier et sorti en 1975.
C'est un des premiers films où est utilisée la Louma, sorte de grue sur laquelle est fixée la caméra.

## Synopsis
« Dans sa maison de banlieue, Madame Vaussart réunit tous les mercredis un groupe de solitaires. Chacun tente d'oublier ses problèmes, ses complexes, sa tristesse. Entre Monsieur Michel grand timide, Madame Lebris ancienne comédienne, un ancien soldat de la coloniale et quelques autres, nait bientôt un projet. Ils s'arment et organisent une chasse à l'homme dont, volontairement, aucun ne sortira vivant ».

## Fiche technique
Source : IMDb, sauf mention contraire
- Titre original : Le Chant du départ
- Réalisation : Pascal Aubier
- Photographie : Jean-Jacques Flori
- Son : Alix Comte
- Montage : Dominique Galliéni
- Musique : Élisabeth Wiener
- Sociétés de production : Les Films de la Commune, UZ Productions
- Pays de production :  France
- Format : couleur - 35 mm - Mono
- Genre : comédie dramatique[2]
- Durée : 80 minutes[2]
- Date de sortie : France - 29 octobre 1975

## Distribution
- Rufus : Michel
- Brigitte Fossey : Marguerite
- Germaine Montero : Mme Lebris
- Michel de Ré : Alain
- Paulette Frantz : Mme Vaussart
- Jean-Claude Rémoleux : Boulard
- Jacques Rispal : Guitton

## Autour du film
Le film avait été initialement classé X ; il sera finalement interdit aux moins de 13 ans à la suite d'une campagne de presse.